# Яковлев, Александр Никифорович
Алекса́ндр Ники́форович Я́ковлев (21 августа [3 сентября] 1908 — 15 ноября 1984) — советский лётчик-истребитель, Герой Советского Союза (1940), участник Советско-финской и Великой Отечественной войн, капитан.

## Биография
Родился 21 августа (3 сентября) 1908 года в Петербурге в семье рабочего. Член ВКП(б)/КПСС с 1945 года. Окончил 7 классов и курсы киномехаников, работал по специальности.
В Красной Армии в 1931—1941 годах и с 1943 года. В 1936 году окончил Тамбовскую авиационную школу ГВФ, был пилотом-инструктором и командиром звена в Северном управлении ГВФ. Участник советско-финской войны 1939—1940 годов.
Командир звена 1-го авиационного отряда (Северная особая авиагруппа ГВФ при 49-м истребительном авиационном полку, 15-я армия, Северо-Западный фронт) лейтенант Александр Яковлев к марту 1940 года совершил сто шестьдесят четыре успешных боевых вылета на разведку войск противника и для корректировки артиллерийского огня.
Указом Президиума Верховного Совета СССР от 20 мая 1940 года «за образцовое выполнение боевых заданий командования на фронте борьбы с финской белогвардейщиной и проявленные при этом отвагу и геройство» лейтенанту Яковлеву Александру Никифоровичу присвоено звание Героя Советского Союза с вручением ордена Ленина и медали «Золотая Звезда» (№ 420).
На фронтах Великой Отечественной войны с 1943 года. С 1946 года капитан Яковлев А. Н. — в запасе. Жил и работал в городе-герое Ленинграде.
Скончался 15 ноября 1984 года. Похоронен на Богословском кладбище (Петрокрепостная дорожка, в 20 м западнее пересечения с Братской дорогой).

## Награды
- Медаль «Золотая Звезда» Героя Советского Союза (20.05.1940; № 420);
- орден Ленина (20.05.1940);
- медали.

## Память
- Похоронен в Санкт-Петербурге на Богословском кладбище (участок 66, Петрокрепостная дорожка). На могиле Героя установлен памятник.